# Positiestelsel
Een positiestelsel is een talstelsel waarin een getal voorgesteld wordt door een rij symbolen, meestal cijfers, waarvan de positie op basis van een gekozen grondtal de bijdrage aan het getal bepaalt. 
In andere talstelsels dan het positiestelsel bestaan er verschillende tekens voor kleine en grote waarden. Romeinse cijfers zijn het bekendste voorbeeld. De ervaring heeft geleerd dat het positiestelsel in alle opzichten handiger is.
Het gebruikelijke (decimale) talstelsel heeft 10 als grondtal. Men twijfelt er niet aan dat dit talstelsel ontstaan is doordat mensen op hun vingers telden. In dit stelsel heeft een getal als 1234 dan de betekenis: 1×1000 + 2×100 + 3×10 + 4×1. De positie van een cijfer bepaalt de bijdrage in machten van het grondtal 10 aan het getal.

## Een getal als som van termen
Een natuurlijk getal {\displaystyle x} laat zich in het decimale positiestelsel uitdrukken als een veelterm in (machten van) een ander natuurlijk getal, het grondtal, {\displaystyle a}, groter dan 1:
{\displaystyle x=\sum _{i=0}^{k}x_{i}a^{i}=x_{k}a^{k}+\ldots +x_{2}a^{2}+x_{1}a^{1}+x_{0}a^{0}}
waarin de coëfficiënten {\displaystyle x_{i}} natuurlijke getallen zijn kleiner dan het grondtal.
In het {\displaystyle a}-tallige stelsel wordt {\displaystyle x} dan voorgesteld door de rij 'cijfers': 
{\displaystyle x_{k}\ldots x_{2}x_{1}x_{0}}
De coëfficiënten {\displaystyle (x_{i})} vormen in volgorde de cijfers van het getal. Het meest linkse cijfer {\displaystyle x_{k}} is de coëfficiënt van de hoogste macht van het grondtal, en daarmee het meest significante cijfer. Het meest rechtse cijfer {\displaystyle x_{0}} is de coëfficiënt van de eenheden (de 0-de macht van het grondtal), en daarmee in dit geval het minst significante cijfer. 

### Voorbeeld
In het 7-tallig stelsel wordt het getal 123410 geschreven als 34127, want:
{\displaystyle 1234_{10}=3\times 7^{3}+4\times 7^{2}+1\times 7^{1}+2\times 7^{0}}
Systematisch onder elkaar geschreven:
```
3 x 7 x 7 x 7 = 3 x 343 = 1029
4 x 7 x 7     = 4 x  49 =  196
1 x 7         = 1 x   7 =    7
2             = 2 x   1 =    2
                          ----
                          1234 
```

Deze berekening laat zich kort schrijven als het Hornerschema:
```
 7  |  3     4     1     2 
    |       21   175  1232
 -------------------------
       3    25   176  1234
```

waarin de tweede rij ontstaat door vermenigvuldiging van het grondtal 7 met het resultaat in de derde rij van de vorige kolom, dat de som is van eerste en tweede rij.
De cijfers laten zich eenvoudig bepalen als de resten bij successievelijk delen door 7:
```
1234 = 176 x 7 + 2
 176 =  25 x 7 + 1
  25 =   3 x 7 + 4
   3 =   0 x 7 + 3
```

De resten vormen van onder naar boven de cijfers van het gezochte getal.

## Benamingen
Ieder getal waarvan de absolute waarde groter is dan 1, kan gekozen worden als basis voor een talstelsel, maar de gebruikelijkste talstelsels zijn:
- binair, tweetallig, het eenvoudigste stelsel, dat gebruikt wordt door computers.
- octaal, achttallig.
- decimaal, tientallig, het in het burgerlijk leven gebruikelijke talstelsel.
- duodecimaal, twaalftallig.
- hexadecimaal, zestientallig.
- vigesimaal, twintigtallig, gebruikelijk bij volkeren die op handen en voeten telden.
- sexagesimaal, zestigtallig stelsel, dat bij de Babyloniërs in gebruik was.

Het hexadecimale stelsel en het octale stelsel worden door informatici soms toegepast als verkorte notatie voor het binaire stelsel (zie verderop, bij 'Gecombineerde talstelsels').
Verder bestaan er gemengde talstelsels, waarin de verschillende cijfers verschillende grondtallen hebben.

### Notatie
Het is natuurlijk belangrijk te weten welk stelsel gebruikt is om een getal te noteren. Het gebruikte stelsel wordt soms aangegeven door het grondtal als subscript te vermelden; bijvoorbeeld 31127, dus een getal in het 7-tallig stelsel. Dat subscript wordt geacht altijd decimaal te zijn.
In programmeertalen, waarin vaak binaire, octale en hexadecimale getallen worden gebruikt, gebruikt men verschillende notaties om het talstelsel aan te duiden, bijvoorbeeld een letter (X of H) voor of na een hexadecimaal getal. Een hexadecimaal getal wordt genoteerd met de cijfer 0 t/m 9 en de symbolen A, B, C, D, E en F. Die tekens stellen in die context cijfers voor, hexadecimale cijfers, maar worden door de compiler als letters herkend. Omdat in programmeertalen een getal steeds met een echt cijfer moet beginnen, wordt zo nodig een nul aan het begin toegevoegd. Ook komt het voor dat de nul aan het begin voldoende is om aan te geven dat het getal octaal of hexadecimaal is.

## Niet-gehele getallen
Niet-gehele getallen worden weergegeven met cijfers achter de komma. De cijfers achter de komma hebben betrekking op negatieve exponenten, zie het decimale voorbeeld hieronder. Bij een getal tussen 0 en 1 wordt meestal vóór de komma een 0 geplaatst, bijvoorbeeld "0,25". Dit is echter bij getalinvoer in een rekenmachine of computer en plaatsing van het getal in een computerprogramma meestal niet nodig, men kan ook de kortere notatie ",25" gebruiken.
Elk rationaal getal {\displaystyle q} kan in het {\displaystyle a}-tallig stelsel worden geschreven als een machtreeks in aflopende machten van {\displaystyle a}:
{\displaystyle q=\sum _{i=-\infty }^{n}x_{i}a^{i}}
met {\displaystyle 0\leq x_{i}<a} en {\displaystyle x_{n}\neq 0}. Nu kan de reeks eindig of oneindig zijn.
Men schrijft:
{\displaystyle q=x_{n}x_{n-1}\ldots x_{0},x_{-1}x_{-2}\ldots }
Met {\displaystyle a=5} is bijvoorbeeld:
{\displaystyle {\frac {326}{125}}={\frac {250+75+1}{125}}=2+3\times {\tfrac {1}{5}}+0\times {\tfrac {1}{25}}+1\times {\tfrac {1}{125}}=2{,}301_{5}}
en
{\displaystyle {\tfrac {1}{3}}={\tfrac {1}{5}}+{\tfrac {2}{15}}={\tfrac {1}{5}}+{\tfrac {3}{25}}+{\tfrac {1}{75}}={\tfrac {1}{5}}+{\tfrac {3}{25}}+{\tfrac {1}{25}}{\tfrac {1}{3}}=\ldots =0{,}{\overline {13}}_{5}}

## Decimale getallen

In dit decimale telwerk (bijvoorbeeld een kilometerteller) heeft elk wieltje tien posities. Draait een wieltje van 9 naar 0, dan draait het volgende wieltje een stap verder.

In een hexadecimaal telwerk draait een wieltje een stap verder als het voorgaande wieltje van F naar 0 draait.

Het bekendste talstelsel is het decimale stelsel dat in het dagelijkse leven door vrijwel iedereen gebruikt wordt.
{\displaystyle 157{,}25=100+50+7+0{,}2+0{,}05=1\times 10^{2}+5\times 10^{1}+7\times 10^{0}+2\times 10^{-1}+5\times 10^{-2}}

## Computer
Bij het opslaan van getallen in een computergeheugen wordt ook het positiestelsel gebruikt, zij het dat het daar gaat om de  logische positie, niet zozeer de fysieke positie.
Vrijwel alle hedendaagse digitale computers werken intern met het binaire stelsel, dat wil zeggen met voor elke positie twee mogelijkheden. Een gegeven in de computer is daarom voor te stellen als een rij nullen en enen, dus als een getal uit het binaire talstelsel. Voor mensen is dat een bijzonder onoverzichtelijk talstelsel, door de enorme lengte van de rij enen en nullen. 
Een cijfer in het binaire stelsel heet een bit, wat een afkorting is van binary digit. (In het Engels betekent het echter ook beetje, wat in dit geval een aardige bijkomstigheid is.)
Voor een beter overzicht verdelen informatici de rij bits in groepjes van drie of vier. Een binair getal als 011010111001 ziet er dan uit als 011.010.111.001 of 0110.1011.1001, waardoor gemakkelijk de overeenkomstige notatie in het octale resp. hexadecimale stelsel gevonden kan worden. Daartoe vervangt men ieder groepje door het overeenkomstige cijfer. Heeft men groepjes van vier gemaakt, dan ontstaat het hexadecimale stelsel en zijn er 16 verschillende cijfers nodig. De tien gebruikelijke cijfers worden daarvoor uitgebreid met de letters A t/m F. In deze context zijn dat dus geen letters meer, maar cijfers. Heeft men groepjes van drie gemaakt, dan ontstaat het octale stelsel en heeft men aan de cijfers van 0 t/m 7 voldoende. Het hierboven genoemde binaire getal ziet er octaal uit als 3271 en hexadecimaal als 6B9. Deze voorstellingen zijn voor mensen veel overzichtelijker, en sluiten goed aan bij het binaire talstelsel.
Merk op dat we het woord 'cijfer' zoals we dat in het dagelijks spraakgebruik gewend zijn, hier een uitbreiding heeft ondergaan. Een teken dat gebruikt wordt om een getal te representeren, is een cijfer. In een hexadecimaal getal worden de tekens A t/m F dus ook cijfers genoemd.

## Rekenen in een talstelsel
Bij het rekenonderwijs wordt gebruikgemaakt van het cijferen (in kolommen zetten) 
```
   2 3
   9 6
------- +
 1 1 9
```

Een ingewikkelde optelling wordt op zo'n manier vereenvoudigd tot een aantal basisoptellingen. De gedachtesprong hierbij is het een onthouden wanneer een basisoptelling boven het grondtal (hier 10) uitkomt.
De manier van opschrijven in kolommen die hierbij gebruikt wordt is prima geschikt om een getal te ontleden. Zo wordt 123 ontleed in 3×100, 2×101 en 1×102. Hierbij wordt 10 gebruikt, omdat het getal een decimaal getal is. 
Optellen, aftrekken, vermenigvuldigen en delen (bijvoorbeeld met een staartdeling) kunnen analoog worden uitgevoerd met een ander grondtal dan 10.

## Ongebruikelijke stelsels
Wiskundigen hebben geëxperimenteerd met nog andere talstelsels. Het zijn onder andere:

#### Negatief grondtal
Een talstelsel kan zelfs een negatief grondtal hebben. Dit levert een zeer "springerig" patroon in de 'opeenvolgende' waarden. 

#### Niet-geheel grondtal
Getallenstelsels hoeven niet per definitie een geheel getal als grondtal te hebben. Het grondtal kan een rationaal getal zijn zoals 12,6 of een irrationaal getal zoals {\displaystyle \pi } of het getal van de gulden snede φ in het talstelsel met basis gulden snede. Het decimale getal 28,2 wordt bijvoorbeeld als volgt uitgedrukt in het 12,6-tallig stelsel:
{\displaystyle 28{,}2_{10}=2\times 12{,}6^{1}+3\times 12{,}6^{0}=2|3_{12{,}6}}
In dit stelsel gebruiken we de cijfers 0 tot en met 12, het grootste gehele getal dat kleiner is dan het grondtal. De "|" scheidt hier de cijfers om verwarring te voorkomen bij cijfers die groter zijn dan 9.
De voorstelling van een getal in een niet-geheeltallig stelsel kan een eindig of oneindig aantal cijfers hebben. Hetzelfde getal kan in een gegeven talstelsel op verschillende manieren worden geschreven: in het {\displaystyle \phi }-tallig stelsel bijvoorbeeld kan het getal {\displaystyle {\frac {3+{\sqrt {5}}}{2}}=2{,}618\ldots } worden geschreven als {\displaystyle 11_{\varphi }} of als {\displaystyle 100_{\varphi }}, vanwege {\displaystyle \varphi ^{2}=\varphi +1}.
Enkele andere voorbeelden:
- In het getallenstelsel met basis {\displaystyle \pi } heeft een cirkel met diameter 1π een omtrek van 10π, want omtrek = diameter × π, en een cirkel met straal 1π heeft een oppervlakte van 10π, want oppervlakte = π × straal2, terwijl een cirkel met straal 10π een oppervlakte heeft van 1000π.

- Het getallenstelsel met basis √2 is nauw verwant aan het binaire talstelsel. Om een binair getal om te zetten naar de basis √2, moet men alleen een 0 tussen elk binair cijfer plaatsen. Bijvoorbeeld het decimale getal 7 wordt voorgesteld als 1112 en als 10101√2, het decimale 45 getal wordt voorgesteld als 1011012 en als 10001010001√2. Dit volgt er uit dat:

{\displaystyle 2=({\sqrt {2}})^{2}},
waardoor
{\displaystyle \sum _{k=0}^{n}b_{k}2^{k}=\sum _{k=0}^{n}b_{k}({\sqrt {2}})^{2k}},
Een vierkant met zijde 10101√2 heeft een diagonaal met lengte 101010√2, want de diagonaal = zijde × √2.

#### Alternatief voor een grondtal (en machten daarvan)
Een ander ongebruikelijk stelsel is het faculteitssysteem. Dit is een gemengd talstelsel.